# Glamorgan (race bovine)
Pour les articles homonymes, voir Glamorgan (homonymie).
Pour le comté, voir Glamorgan.
La glamorgan est une race bovine britannique.

## Origine
C'est une ancienne race de Glamorgan au sud du Pays de Galles. Elle fut longtemps réputée pour la richesse de son lait et particulièrement la quantité de beurre produite. Elle plaisait au roi d'Angleterre George III qui en fit introduire un troupeau au château de Windsor. Elles y fournissaient lait et force de travail.
Au cours du XIXe siècle, elle subit de plein fouet la concurrence de races plus productives : hereford pour la puissance de travail et la conformation de carcasse, ou la Shorthorn pour la production laitière. Des troupeaux entiers furent livrés à l'abattoir pour être remplacés par les races sus-mentionnées. D'autres subirent des croisements et leur patrimoine génétique s'est trouvé absorbé au bout de quelques générations. En 1920, la race fut considérée disparue.
En 1979, un éleveur d'Hastings dans le Sussex de l'Est proposa à la vente un troupeau comprenant des glamorgan, des gloucester et des Pembroke. Il contacta l'association de préservation des races domestiques rares (rare breed survival trust) Ils refusèrent l'achat, les documents ne prouvant pas l'appartenance de son bétail à leur race. Le comté de west Glamorgan décida d'acheter le troupeau pour le lâcher dans le parc de "Margam country park". Aujourd'hui on y recense près de 200 animaux.
L'article glamorgan cattle évoque une parenté avec la race autrichienne pinzgauer don la robe se rapproche beaucoup cette race. Peut-être peut-on évoquer une origine commune? La gloucester lui ressemble, comme d'autres races britanniques. Seraient-elles descendantes du bétail introduit par les Vikings lors de leur installation sur ces côtes? La parenté avec la pinzgauer viendrait alors du bétail suédois introduit en Allemagne au XVIIe siècle et qui a beaucoup influencé la génétique des couleurs en Europe continentale. (la race française vosgienne en est une des preuves)

## Morphologie
Elle porte une robe rouge avec les ligens dorsales et ventrales blanches. C'est une race de taille moyenne.

## Aptitudes
C'était une race laitière réputée pour le gras de son lait qui produisait beaucoup de beurre. Elle était aussi utilisée pour le travail des terres.